# 表裡一致
《表裡一致》（日语：／）是日本雙人樂團柚子的第40張单曲，於2013年12月25日由SENHA & Co.發售。該曲是動畫電影《獵人劇場版：最終任務》的主題曲，以及電視動畫《HUNTER×HUNTER》的片尾曲。2013年10月9日時先行發行數位下載限定單曲《表裡一致 (TV size version)》，為1分33秒的片尾曲版本。

## 歌曲列表

### 表裡一致
柚子 Ver.
1. 表裡一致 (5:40)
  - 作詞・作曲：北川悠仁・岩澤厚治・前山田健一 / Produced by 柚子 & 前山田健一 (Five Eighth.Inc) / 編曲：前山田健一 & 柚子 / 弦樂器編曲：門脇大輔
2. (4:12)
  - 作詞・作曲：岩沢厚治 / 編曲：濱崎快聲（日语：Be.） & 柚子

HUNTER×HUNTER Ver.
1. 表裡一致 (5:40)
2. REASON (5:07)
3. (5:04)
4. (4:47)
  - 作詞：北川悠仁・岩沢厚治・SINBYI / 作曲：北川悠仁・岩沢厚治・釣 俊輔 / Produced by 柚子 & agehasprings / 編曲：釣 俊輔 (agehasprings)
  - 柚子加碼創作的曲子，由《HUNTER×HUNTER》的聲優群（潘惠美、伊瀨茉莉也、宮野真守、浪川大輔）演唱。
5. REASON 〜Instrumental (2:25)
6. 〜Version for orchestra (1:38)
7. 表裡一致 〜lamento for Piano (3:27)

### 表裡一致 (TV size version)
1. 表裏一体 (TV size version)  (1:33) [4]
  - 作詞・作曲：北川悠仁・岩澤厚治・前山田健一 / Produced by 柚子 & 前山田健一 (Five Eighth.Inc) / 編曲：前山田健一 & 柚子 / 弦樂器編曲：門脇大輔

## 外部連結
- YouTube上的ゆず「表裏一体」
- YouTube上的柚子 - 表裡一致 (華納official HD高畫質官方中字版)
- YouTube上的柚子 - 表裡一致LIVE (華納official HD高畫質官方中字版)